# 欧阳路街道
欧阳路街道，是中国上海市虹口区下辖的一个街道，位于虹口区中部偏东，东接新港路街道，南接嘉兴路街道，西接广中路街道和四川北路街道，北接曲阳路街道和杨浦区四平路街道，面积1.67平方公里，户籍人口6.23万人（2008年）。

## 行政区划
欧阳路街道下辖18个居委会：欧二居委会、欧三居委会、欧四居委会、欧五居委会、建设新村居委会、祥德路居委会、董家宅居委会、幸福村居委会、邮电新村居委会、大连新村第二居委会、大连新村第三居委会、大连西居委会、祥德东居委会、蒋家桥居委会、北郊居委会、虹仪居委会、紫荆居委会、模范新村居委会。

## 文物史迹
欧阳路街道内有1956年迁入的鲁迅墓，现已成为全国重点文物保护单位。此外，沿山阴路—祥德路、东体育会路一带亦有多座优秀历史建筑。